# Stethojulis
Stethojulis is een geslacht van straalvinnige vissen uit de familie van de lipvissen (Labridae).

## Soorten
De volgende soorten zijn bij het geslacht ingedeeld:
- Stethojulis albovittata (Bonnaterre, 1788)
- Stethojulis balteata (Quoy & Gaimard, 1824)
- Stethojulis bandanensis (Bleeker, 1851)
- Stethojulis interrupta (Bleeker, 1851)
- Stethojulis maculata (Schmidt, 1931)
- Stethojulis marquesensis (Randall, 2000)
- Stethojulis notialis (Randall, 2000)
- Stethojulis strigiventer (Bennett, 1833)
- Stethojulis terina (Jordan & Snyder, 1902)
- Stethojulis trilineata (Bloch & Schneider, 1801)